# Customer-Experience-Management
Customer-Experience-Management (CEM, CX oder CXM) bzw. Kundenerfahrungsmanagement bezeichnet die Schaffung positiver Kundenerfahrungen zum Aufbau einer emotionalen Bindung zwischen Anwender und Produkt oder Anbieter. Bei Produkten, bei denen Emotion oder Konsumgenuss eine tragende Rolle spielen, kann CEM auch Kundenerlebnismanagement beinhalten. Vorrangiges Ziel von CEM ist es, aus zufriedenen Kunden loyale Kunden und aus loyalen Kunden „begeisterte Botschafter“ der Marke oder des Produkts zu machen („satisfied - loyal - advocate“). Damit setzt CEM nicht nur auf direkte Auswirkungen wie etwa Kaufbereitschaft, Umsatz oder die Nutzungsintensität, sondern ganz gezielt auch auf indirekte Effekte wie Mundpropaganda und Weiterempfehlungen. Dies soll idealerweise an jedem Kundenkontaktpunkt (Touchpoint) erreicht werden.

## Übersicht
CEM hat den Anspruch, möglichst viele Wahrnehmungspunkte des Kunden einzubinden – von der Produktentwicklung über den Erstkontakt mit dem Anbieter und den eigentlichen Kauf bis hin zur Nutzung und Wartung eines Produkts.
Methodische Grundlage ist einerseits das sozialwissenschaftliche Konzept der Kundenzufriedenheit, das das Verhältnis der Kundenerwartung zur Bedürfnisbefriedigung beschreibt (man spricht auch vom Verhältnis zwischen Erwartungshaltung und Erfüllungsgrad oder dem Disconfirmation-Confirmation-Paradigma). Demnach entsteht Kundenzufriedenheit oder -unzufriedenheit durch die Über- bzw. Untererfüllung von individuellen Erwartungen an ein Produkt oder eine Dienstleistung. Neben der objektiven Qualität eines Produktes wird somit die vom Kunden subjektiv wahrgenommene Qualität und Leistung des Produktes die wichtigste Komponente bei der Entscheidung über Zufriedenheit.
Andererseits liefern psychologische Theorien und Konzepte zur Kundenloyalität (beispielsweise im Rahmen der Geschäfts- oder Markentreue) neue Ansatzpunkte für ein effizientes CEM. Die psychologischen Modelle basieren unter anderem auf Erkenntnissen der psychologischen Paarforschung zur optimalen Ausgestaltung von Kundenbeziehungen und Customer-Experience-Prozessen.
Dass sich Unternehmen zunehmend mit CEM auseinandersetzen, liegt an der starken Austauschbarkeit vieler Produkte (zum Beispiel breitbandiger Internetanschlüsse), vor allem in vergleichsweise gesättigten Märkten und in Branchen mit überdurchschnittlich starker Konkurrenzsituation wie etwa der Telekommunikation, den Finanzdienstleistungen oder der Automobilbranche.
Da sich die konkurrierenden Anbieter kaum noch über den Preis differenzieren können, sehen sie in der Kundenfreundlichkeit einen der inzwischen wichtigsten Wettbewerbsfaktoren. So zeigte 2009 eine Befragung von 890 Entscheidern durch die Strativity Group, dass jene Unternehmen, die in den zurückliegenden drei Jahren ihre Investitionen in CEM erhöht haben, auch eine Steigerung in der Kundenzufriedenheit verzeichnen konnten.
Ein erfolgreicher Ansatz, Kundenloyalität aufzubauen, sind die „Frequent Flyer Cards“ der Fluggesellschaften. Nachdem in den 1990er Jahren die Möglichkeiten der Preiskämpfe weitgehend ausgereizt waren, hat man den Kunden Vorteile (Freiflüge, mehr Komfort) angeboten, wenn sie sich markenloyal verhalten. Dies hatte gleichermaßen Vorteile für alle Fluggesellschaften: Je loyaler die Kunden, desto geringer der Einfluss des Preises.
Als weiterer Ansatz von erfolgreichem CEM wird gerne der Kaffeehausbetreiber Starbucks genannt, der zwar in einem ganzen Jahrzehnt weniger als 10 Millionen US-Dollar für Werbung ausgibt, in der gleichen Zeit jedoch 2.000 neue Filialen eröffnet. Erklärt wird dieser Erfolg vor allem mit Viralem Marketing.
Als Gegenbeispiel hierzu kann man sich einen Kunden vorstellen, der trotz objektiv einwandfrei funktionierender Kommunikationsdienste seines Anbieters Einschränkungen oder sogar einen Ausfall vermutet, nur weil sein Endgerät nicht richtig konfiguriert ist. Ergebnis wäre dann eine sinkende Kundenzufriedenheit, da „irgendetwas nicht funktioniert“, was früher oder später zu Umsatzrückgang führen würde. Ein CEM-System würde nun versuchen, diese fehlerhaften Dienstanforderungen zu sammeln, zu analysieren und dem Kundenbetreuer entsprechend aufbereitet zur Verfügung zu stellen. Darüber hinaus wäre es aber beispielsweise auch denkbar, entsprechende Endgeräte bei Erkennen eines Fehlers automatisch neu zu konfigurieren.
Auch eine Panel-Studie mit 287 Führungskräften in den USA deutet auf eine wachsende Bedeutung von CEM hin. Demnach sprachen 2007 38 % der Befragten Customer Experience Management eine kritische Rolle in der Unternehmensstrategie zu, verglichen mit 64 % 2008. Dieser Trend wird für 2009 durch Forrester bestätigt: Mittlerweile 89 % der interviewten Firmenvertreter identifizieren CEM als wichtig, bzw. unablässig um sich in den nächsten drei Jahren von Wettbewerbern differenzieren zu können.
Zum Einsatz kommt CEM vor allem in Marketing, Vertrieb, Kundendienst (siehe auch Support) und in der Unternehmenskommunikation.

## Begriffliche Abgrenzung
Synonym für CEM werden (zum Teil unangebrachter Weise) auch Begriffe wie Customer Experience Mapping, „Customer Journey Mapping“ oder „Service-Management“ verwendet. Über das reine Beschwerdemanagement oder bloße Kundenbindungsprogramme (Rabattkarten, Ad-Games etc.) geht CEM weit hinaus. Eine gebräuchliche deutsche Übersetzung ist das Kundenerlebnismanagement.
Im Vergleich zu CEM definiert sich das Customer-Relationship-Management (CRM) weniger über die tatsächlichen Präferenzen individueller Kunden, sondern mehr aus der Unternehmens-Perspektive heraus über den Umgang mit Kundendaten wie etwa Alter, Wohnort, Vorlieben etc. Kritiker des klassischen Ansatzes sehen deshalb in CRM eine Diskrepanz zwischen der Herangehensweise des Unternehmens zu vermuteten Kundenerwartungen und deren tatsächlichen Vorstellungen. Der Einsatz von CEM hingegen ist mehr eine Frage der grundsätzlichen Kundenorientierung des Unternehmens.
Konzeptionell verwandt ist CEM mit dem „Beziehungsmarketing“ (englisch „Relationship Marketing“), das sich ebenfalls dem Auf- und Ausbau langfristiger Kundenbeziehungen widmet. In diesem Zusammenhang werden Kunden auch gemäß ihren jeweiligen Potenzialen und Kapitalwerten bewertet (siehe auch „Ermittlung des Kundenwertes“ und „Customer Lifetime Value“). Die profitabelsten Kunden werden dann ggf. durch „Key-Account-Management“ individuell adressiert. Einen ähnlichen Ansatz verfolgte der Unternehmensberater Edgar K. Geffroy in den 80er Jahren mit dem Konzept des Clientings. Im Kontext des Prozessmanagements (engl. Business Process Management, kurz BPM – vgl. Geschäftsprozessoptimierung) spricht man auch von sichtbaren und nicht sichtbaren Kundenprozessen, die es durch BPM optimiert werden können. Direktmarketing, beispielsweise durch Callcenter stellt lediglich einen möglichen Anwendungsaspekt für CEM dar.
Als Teil der Innovationskommunikation adressiert auch die anwendergetriebene Innovation (vgl. User Innovation) kommunikative Austauschprozesse zwischen Herstellern / Anbietern und ihren Kunden, beispielsweise den so genannten „Lead Usern“, die sowohl ihre negativen Produkterfahrungen als auch ihre konstruktiven Lösungsvorschläge aktiv mit einbringen. Auch Methoden wie Nutzerbeobachtung oder Innovation Toolkits fokussieren auf die kommunikative Schnittstelle zwischen Anbieter und Anwender.
Im Rahmen der Medien- und Werbewirkungsforschung verfolgt das Emotional Branding einen ähnlichen, wenn auch methodisch eher psychologischen Ansatz. So geht es hier beispielsweise um die unterbewusste Wirkung bestimmter Farben eines Corporate Designs (Beispiele: Telekom-Magenta, Coca-Cola-Rot etc.).
CEM nimmt außerdem Bezug auf Konzepte wie Benutzerfreundlichkeit (Usability).
Wissenschaftlich wird CEM im Rahmen der BWL insbesondere von der Handels- und Verkaufspsychologie behandelt, etwa wenn es um die Evaluation emotionaler Reaktionen auf überraschende, vom Kunden nicht erwartete Serviceformen geht.

## Geschichte
Konzeptionell erstmals erwähnt wurde CEM von Pine/Gilmore (1998) in einem Beitrag für Harvard Business Review. Demnach gelinge es erfolgreichen Unternehmen, dass ihre Kunden aus den möglichst authentischen Erfahrungen mit dem Anbieter persönliche Mehrwerte ableiten.
Verschiedene Experten wie etwa Thompson/Kolsky (2004) aus dem Beratungsunternehmen Gartner haben schon vor mehreren Jahren auf die zunehmende Bedeutung von CEM und CRM für nachhaltigen unternehmerischen Erfolg hingewiesen.
Die Fähigkeit eines Unternehmens, positive Erfahrungen herbeizuführen, die aus Kundensicht einen entscheidenden Unterschied im Wettbewerb ausmachen, steigert nach Ansicht von Jessica Debor (2008) nicht nur die Kaufbereitschaft der Kunden, sondern idealerweise auch die „Loyalität zur Marke“.
Erforderlich hierfür ist vor allem ein gutes Verständnis der Kundenperspektive. So fragen Don Peppers und Martha Rogers (2008): „Wie ist es wirklich, Ihr Kunde zu sein? Wie sehen die alltäglichen Kundenerfahrungen mit Ihrem Unternehmen aus? Wie fühlt es sich an, am Telefon in die Warteschleife geschickt zu werden oder ein Paket zu öffnen und nicht zu wissen, wie man die schlecht übersetzte Bedienungsanleitung befolgen soll? Wie ist es, in der Schlange zu stehen, nur um dann eine Gebühr zahlen zu müssen? Oder auf einen seit zwei Stunden überfälligen Rückruf des Kundendienstes zu warten? Eine Stunde später zu einem leeren Online-Warenkorb zurückzukommen? Und wie fühlt es sich stattdessen an, wenn man sich an mich als Kunde erinnert, mir hilfreiche Vorschläge unterbreitet? Wenn alles so ist wie versprochen und ich die Zuversicht haben kann, dass die Antworten, die ich bekomme, die besten Antworten für mich sind?“

## Messung / Evaluation
Kundenzufriedenheit und Kundenbindung lassen sich inzwischen verlässlich analysieren, messen und somit vergleichen. Die große Bedeutung der „Quantifizierbarkeit von CEM-Maßnahmen in Form des ROI oder Shareholder Value Impacts“ verdeutlichen auch Eberwein und Luyken (2009). CEM beinhalte genau jene Maßnahmen, durch die sich die Lücke zwischen Erwartungen und Erfahrungen des Kunden schließen lasse. Eine genaue Bestandsaufnahme der Kundenerwartungen sowie der positiven und negativen Auswirkungen von Kundenerfahrungen auf Umsatz und Kosten sei hier die Grundvoraussetzung. Erst wenn das Produkt diese Basisanforderungen erfülle, mache es Sinn, im dritten Schritt spezielle positive Kundenerlebnisse herbeizuführen.
Häufig werden die entsprechenden Zufriedenheits-Werte durch Befragungen ermittelt. Die Analyse liefert grundlegende Elemente und Kennzahlen für Balanced-Scorecard-Erhebungen sowie für das Customer-Relationship-Management. Die Messung der Kundenzufriedenheit wird auch im Rahmen des Qualitätsmanagements gemäß den ISO-Normen 9000ff gefordert. Als verlässliche Methode, Kundenzufriedenheit zu überprüfen, gilt in Deutschland das Forschungsprojekt Kundenmonitor Deutschland.
Details zu Messverfahren siehe Messung im Beitrag zur Kundenzufriedenheit.
Customer-Experience-Strategien gewinnen zunehmend an Bedeutung – sie haben ein attraktives und stringentes Markenerlebnis der Kunden zum Ziel, und das über eine Vielzahl unterschiedlichster Touchpoints. Daraus ergeben sich entsprechend hohe Anforderungen an die zugrunde liegenden Befragungsansätze: Es gilt, On- und Offline-Markenkontakte präzise abzubilden, die Markenentwicklung zuverlässig zu messen und den Wirkungsnachweis für die unterschiedlichen Maßnahmen zu erbringen.
Neue Befragungsansätze – wie z. B. Live Experience Tracking – messen die Kontaktpunkte mit einer Marke unmittelbar nachdem sie stattgefunden haben, indem sie (potenzielle) Kunden, z. B. auf dem Smartphone, kontinuierlich begleiten. Zwischen Markenkontakt und Befragung vergehen nur wenige Tage statt mehrerer Wochen, wie es bei herkömmlichen Ansätzen der Fall ist. Anstelle einer punktuellen Messung werden Kunden durch den gesamten Interaktionsprozess mit einer Marke bzw. einem Unternehmen begleitet.
In der Softwarebranche ist die „Out-of-Box-Experience“, also das Nutzererlebnis direkt nach der Erstinstallation, eine Evaluationsgröße. Um sie zu ermitteln, werden Kunden systematisch nach einem Schema befragt. Anschließend werden alle Interviews statistisch und inhaltlich ausgewertet.